# Schemă Horner
În analiza numerică schema Horner, numită după matematicianul englez William George Horner, este un algoritm pentru calculul eficient al valorii polinoamelor. Metoda Horner este un procedeu de aproximare a rădăcinilor unui polinom. Schema Horner poate fi folosită de asemenea pentru împărțirea polinoamelor liniare. 

## Istoric
Deși schema este numită după William George Horner, care a descris-o în 1819, metoda era cunoscută de Isaac Newton în 1669, și chiar mai demult de către matematicianul chinez Qín Jiǔshào în secolul al XIII-lea.

## Descriere
Fiind dat polinomul
{\displaystyle p(x)=a_{0}+a_{1}x+a_{2}x^{2}+a_{3}x^{3}+\cdots +a_{n}x^{n},}
unde {\displaystyle a_{0},\ldots ,a_{n}} sunt numere reale, se cere calculul valorii polinomului pentru o valoare a lui {\displaystyle x\,\!} dată, de exemplu pentru {\displaystyle x_{0}\,\!}.
Pentru asta, se definește o secvență de constante după cum urmează:
|                             |                         |                                        |
| {\displaystyle b_{n}\,\!}   | {\displaystyle :=\,\!}  | {\displaystyle a_{n}\,\!}              |
| {\displaystyle b_{n-1}\,\!} | {\displaystyle :=\,\!}  | {\displaystyle a_{n-1}+b_{n}x_{0}\,\!} |
|                             | {\displaystyle \vdots } |                                        |
| {\displaystyle b_{0}\,\!}   | {\displaystyle :=\,\!}  | {\displaystyle a_{0}+b_{1}x_{0}\,\!}   |
Atunci {\displaystyle b_{0}\,\!} este valoarea lui {\displaystyle p(x_{0})\,\!}.
Pentru a înțelege cum funcționează, polinomul poate fi pus în forma
{\displaystyle p(x)=a_{0}+x(a_{1}+x(a_{2}+\cdots x(a_{n-1}+a_{n}x)\dots ))}
apoi se substituie iterativ {\displaystyle b_{i}} în expresia
|                              |                         |                                                                                        |
| {\displaystyle p(x_{0})\,\!} | {\displaystyle =\,\!}   | {\displaystyle a_{0}+x_{0}(a_{1}+x_{0}(a_{2}+\cdots x_{0}(a_{n-1}+b_{n}x_{0})\dots ))} |
|                              | {\displaystyle =\,\!}   | {\displaystyle a_{0}+x_{0}(a_{1}+x_{0}(a_{2}+\cdots x_{0}(b_{n-1})\dots ))}            |
|                              | {\displaystyle \vdots } |                                                                                        |
|                              | {\displaystyle =\,\!}   | {\displaystyle a_{0}+x_{0}(b_{1})\,\!}                                                 |
|                              | {\displaystyle =\,\!}   | {\displaystyle b_{0}\,\!}                                                              |

## Exemplu
Să se calculeze {\displaystyle f_{1}(x)=2x^{3}-6x^{2}+2x-1\,} pentru {\displaystyle x=3\;}. Prin extragerea repetată a factorului comun {\displaystyle x\,}, {\displaystyle f_{1}\,} poate fi adus la forma {\displaystyle x(x(2x-6)+2)-1\,}. Se folosește o formă sintetică de organizare a calculului.
```

  

    

      

        

          
x

          

            
0

          

        

      

    

    
{\displaystyle x_{0}}

  

 |   

  

    

      

        

          
x

          

            
3

          

        

      

    

    
{\displaystyle x^{3}}

  

    

  

    

      

        

          
x

          

            
2

          

        

      

    

    
{\displaystyle x^{2}}

  

     

  

    

      

        

          
x

          

            
1

          

        

      

    

    
{\displaystyle x^{1}}

  

   

  

    

      

        

          
x

          

            
0

          

        

      

    

    
{\displaystyle x^{0}}

  

```

```
 3 |   2    -6     2    -1
   |         6     0     6   
   |----------------------
       2     0     2     5
```

Valorile din rândul al treilea sunt sumele primelor două. Fiecare valoare din rândul al doilea este produsul lui {\displaystyle x\,} (în acest exemplu 3) cu valoarea imediat la stânga din rândul trei. Valorile din primul rând sunt coeficienții polinomului. Rezultatul este 5.
Această schemă se poate folosi și la împărțirea polinoamelor.

## Eficiență
Dacă fiecare putere este calculată separat prin înmulțiri repetate, calculul valorii unui polinom de gradul n necesită n adunări și (n2 + n)/2 înmulțiri. (Asta poate fi redus la n adunări și 2n + 1 înmulțiri dacă puterile lui x sunt calculate iterativ.) În termeni de cifre (sau biți) algoritmul naiv trebuie să memoreze de cca. 2n ori numărul x (rezultatul având ordinul de mărime xn, deci și rezultatele intermediare trebuie memorate așa). Prin contrast, schema Horner necesită doar n adunări și n înmulțiri, și trebuie să memoreze doar de n ori un număr de cifre corespunzător lui x.
S-a arătat că schema Horner este optimă, în sensul că este nevoie de cel mai mic număr de operații. Că numărul de adunări este minim a fost arătat de Alexander Ostrowski în 1954; iar că numărul de înmulțiri este minim de Victor Pan, în 1966. Dacă însă x este o matrice, schema Horner nu mai este optimă, puteri ale lui x fiind deja calculate.
Schema Horner este adesea folosită pentru conversia valorilor între diferite sisteme de numerație poziționale, unde x este baza sistemului, iar coeficienții ai sunt cifrele reprezentării numărului în baza x. Dacă x este o matrice, eficiența e chiar mai mare.